# Knights de l'UCF
Pour les articles homonymes, voir Knight.
Knights de l'UCF (en anglais : UCF Knights) (anciennement Golden Knights de l'UCF, en anglais : UCF Golden Knights) est le nom du club omnisports universitaire qui se réfère aux 15 programmes sportifs tant féminins que masculins de l'université du Centre de la Floride basée à Orlando en Floride.
Les Knights participent aux compétitions universitaires organisées par la National Collegiate Athletic Association (NCAA) en tant que membres de la Big 12 Conference qu'elle a rejoint le 1er juillet 2023 après 10 saisons passées au sein de l'American Athletic Conference (AAC) .
L'équipe de football américain est la plus prestigieuse des Knights. Depuis 2007, elle évolue au Acrisure Bounce House (anciennement Bright House Networks Stadium, Spectrum Stadium et FBC Mortgage Stadium) d'une capacité de 44 206 places. Érigé au nord du campus, il est surnommé Bounce House (Château gonflable).

## Football américain

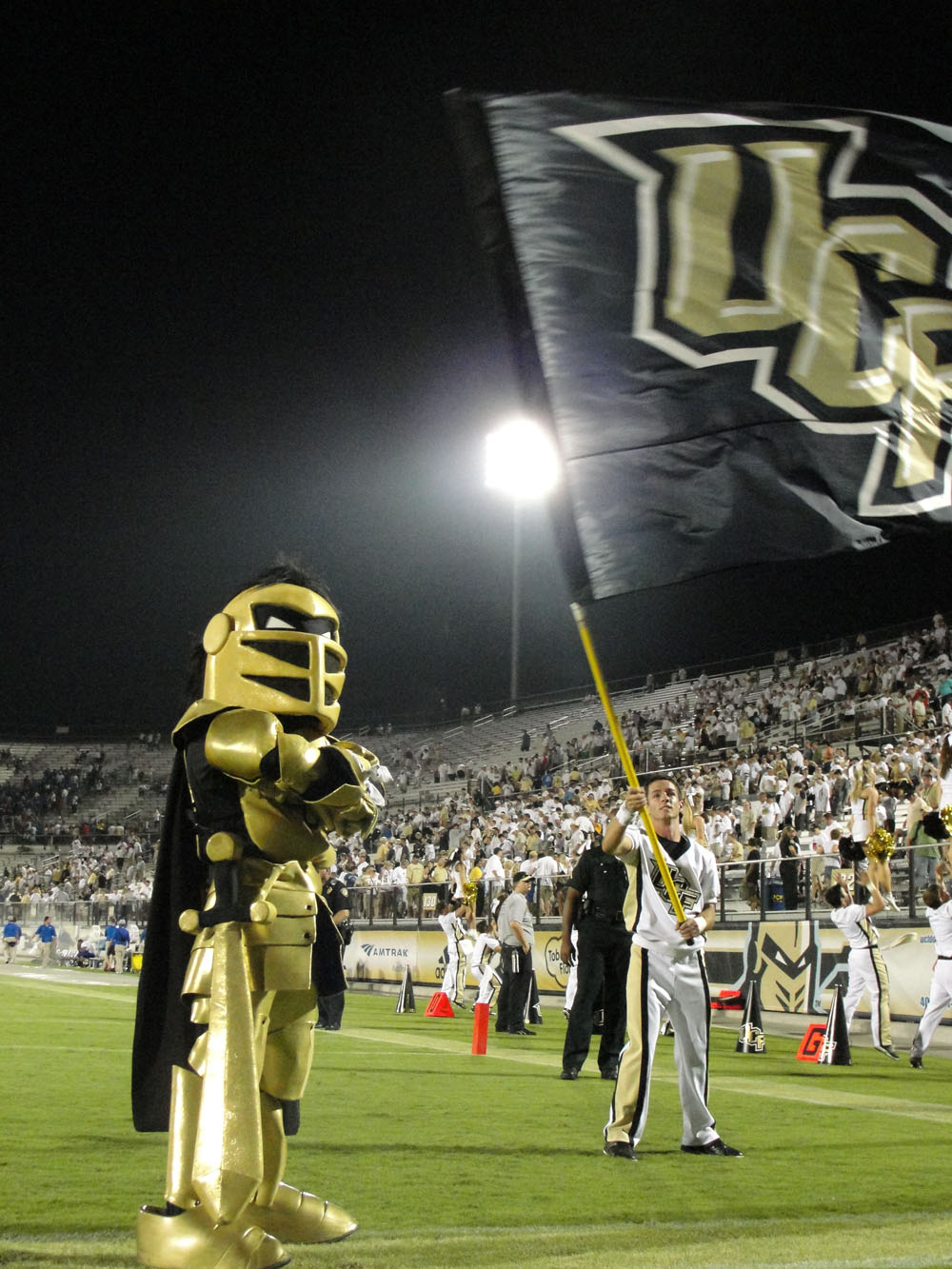
Knightro, mascotte des équipes sportives de l'université.

C'est en 2007 que le programme de football américain remporte son premier titre de champion de la Conference USA. Il réalise sa meilleure saison en 2017, terminant la saison régulière invaincu, remportant le titre de la division Est de l'AAC, de la conférence AAC et le Peach Bowl 2018. Effectuant ainsi une saison parfaite, ils sont finalement classé No 6 du pays par l'Associated Press (AP). Ils sont même désignés champions nationaux par un organisme majeur de notation (Colley Matrix) bien que ce soit Alabama qui ait été désigné champion NCAA 2017 par consensus (9 organismes sur 10).
Le programme de football américain a remporté :
- 6 titres de conférence : 2007, 2010, 2013, 2014, 2017, 2018 ;
- 6 titres de la division East de l'AAC : 2005, 2007, 2010, 2012, 2017, 2018.

Les rivaux historiques sont :
- les Bearcats de Cincinnati (rivalité (en))
- les Bulls de South Florida (War on I-4)

### Identité visuelle (logo)

Logo jusqu'en 2007.
Logo mai 2007-2018.
Logo depuis 2018.

## Knights célèbres
- Michelle Akers (soccer féminin)
- Blake Bortles (football américain)
- Daunte Culpepper (football américain)
- Tacko Fall (basket-ball masculin)
- Shaquem Griffin (football américain)
- Shaquill Griffin (football américain)
- Sean Johnson (soccer masculin)
- Romario Williams (soccer masculin)

## Annexe